# 凤山门
30°13′47″N 120°09′55″E / 30.22972°N 120.16528°E
凤山门是明清时期杭州府城的城门之一，位于城南凤凰山麓，有陆、水两门并列。杭州城墙于20世纪初至50年代先后拆除，凤山水门成为唯一一座保留下来的城门，并作为大运河的一部分，先后列入中华人民共和国全国重点文物保护单位和世界遗产名录。

## 历史
隋、唐、吴越、两宋，杭州都修筑有城墙，后因元朝禁止各地修城而逐渐坍圮。元末至正十九年（1359年），割据江南的张士诚重筑杭州城墙，于南城墙开设和宁门，有陆、水两门。此时的南城墙较南宋时向北内缩约二里，接近南宋皇城（杭州内城）北侧城墙的位置，因而元末南城门以南宋皇城北门和宁门命名（但两者不在同一位置）。明朝改和宁门为凤山门，以城外凤凰山命名。因是明清杭州城唯一的南门，是故俗称正阳门。陆门在西，水门在东。水门位于中河（明清称大河）之上，上游引自钱塘江，下游汇入京杭大运河。:1038
中华民国时期，杭州南城墙拆除，凤山陆门不存，水门也拆除了周遭城墙，只留下石砌拱状门洞。因缺乏保护和管理，水门顶部一度被用来种菜、搭建棚屋。:64:47-48
杭州于1983年起整治中河、东河，1986年重新修复凤山水门两侧和顶部的城墙，并开辟公园。水城门公园包括凤山水门、六部桥、“古凤山门”地标碑和“银河双落”碑（中河东河综合治理纪念碑）。:47-48:489,533凤山水门于1986年列入市级文物保护单位:31，2011年列入省级文物保护单位，2013年作为大运河的一部分列入全国重点文物保护单位，2014年作为大运河的一部分列入世界遗产名录。

## 建筑
凤山陆门有瓮城，内门朝向北开，内通凤山门大街（今中山南路:6），外门朝向东开。门上建有城楼。城墙拆除后，原瓮城位置曾修建尼姑庵，1949年后用作建设原杭州卷烟厂。
凤山水门门洞为单拱，由北、中、南三层石砌拱券并联而成，三层拱券均采用纵联分节并列砌置。北券高3.07米，跨径5.65米。中券高3.47米，跨径同北券。南券高2.14米，跨径4.22米，中有一道方形闸槽作为闸门轨道，北立面两侧上方各有门臼以安插门扇立轴。闸石、门扇现皆不存。门洞上方和两侧有城墙，顶部有女墙、垛口，均为1986年重修。:206
- 从北面观察门洞，可以看见大小不一的北、中、南券。放大后可见南券中间的闸槽，南券北立面侧上方突出的门臼
- 从南面看水门
- 从南面穿过门洞可以看见不远处的六部桥
- 货船穿过凤山水门。甘博摄于1919年

## 轶事
明清杭州城有十座城门，曾有一则民谣说明十座城门周边的社会、经济生活特色。其中有“正阳门外跑马儿”之说。凤山门外为凤凰山、万松岭一带，旧时习惯在此骑马、踏青。:24凤山门内过去则是养马的棚舍。
美国探险家、摄影师威廉·埃德加·盖洛于1909年造访杭州，提到凤山门除陆门、水门外，还有第三条路径可以进城：夜晚城门关闭后，只需花上几个铜板，就可以请人用吊篮吊入城内。:38